# Rochelle Redfield
Rochelle Gail Redfield (Dallas, 20 luglio 1962) è un'attrice, ex modella e illustratrice statunitense.

## Biografia
Rochelle Redfield è nata il 20 luglio 1962 a Dallas, in Texas, negli Stati Uniti.
Frequenta la Spring Woods High School di Houston, dove scopre la passione per la recitazione.
Inizia la sua carriera come modella con l'agenzia Elite di New York. Ha lavorato con grandi artisti della moda come Helmut Newton, Yves St-Laurent, Yohji Yamamoto, Karl Lagerfeld, Jean-Paul Gaultier.
Nel 1985 debutta al cinema in Italia, interpretando Marion, il ruolo femminile principale del film "A me mi piace", esordio alla regia di Enrico Montesano. Nel film Rochelle interpreta la canzone "You Can't Get Out Of My Heart" di Mike Francis.
Successivamente si trasferisce a Parigi, dove nel 1992 si è fatta conoscere interpretando Johanna McCormick nella serie televisiva "Helen e i suoi amici". Nel 1994 lascia la serie per occuparsi dei figli e dopo vari conflitti con Jean-Luc Azoulay, l'autore della serie, non interpreta il ruolo di Johanna nel seguito "Gli amici del cuore" del 1995, ma lo riprende due anni dopo in "Les vacances de l'amour" dal 1997 al 2004, poi in "Les Mystères de l'amoure" nel 2011 (durante alcuni episodi delle stagioni 1, 4 e 5).
Nel 2013, ha fatto il suo ritorno nella 5ª Stagione de "Les Mystères de l'amoure" e nel 2014 ha interpretato Mary nella serie tv "Dreams". Nel 2015, dopo aver fatto la sua ultima apparizione nell'episodio 15 della 5ª Stagione de "Les Mystères de l'amoure", ha fatto il suo ritorno nella 10ª Stagione, dall'episodio 21.
Nel 2006, ha scritto un libro per bambini, "Animabcdaire: le dico rigolo des animaux; francais, anglais", che lei stessa ha illustrato.
Rochelle ora vive e lavora come artista illustratrice a Tivoli (NY), nella Valle dell'Hudson.
È madre di quattro figli: Austin Redfield Tondini, Cameron Redfield Tondini, Isaac Tondini e Logan.

## Filmografia

### Cinema
- A me mi piace (1985)
- Fais-moi des vacances (2002)
- Le pharmacien de garde (2003)
- Chouchou (2003)
- Immortal Ad Vitam (2004)
- Madame Irma (2006)

### Televisione
- Onora il padre (1986)
- Hélène e i suoi amici (1992)
- L'Un contre l'autre (1996)
- Une femme explosive (1996)
- Highlander – serie TV, episodio 6x06 (1997)
- Les vacances de l'amour (1997)
- Highlander: The Raven (1999)
- Code Name: Eternity (2000)
- Relic Hunter – serie TV, episodio 2x21 (2001)
- À bicyclette (2001)
- Largo Winch (2001)
- Les Mystères de l'amour (2011)